# Бенедикта Датская
Бенеди́кта Да́тская (дат. Benedikte til Danmark; нем. Benedikte zu Dänemark; при рождении Бенеди́кта А́стрид Ингебо́рга И́нгрид (дат. Benedikte Astrid Ingeborg Ingrid); род. 29 апреля 1944, Амалиенборг, Копенгаген, Дания) — вторая дочь короля Дании Фредерика IX и Ингрид Шведской; младшая сестра экс-королевы Дании Маргрете II, тётка короля Дании Фредерика X по материнской линии и старшая сестра экс-королевы-консорт Греции Анны-Марии; супруга принца Рихарда Сайн-Витгенштейн-Берлебургского.

## Биография
Её крёстными были король и королева Дании, принц Густав Датский, король Швеции, граф Сигвард Бернадотт, сэр Александр Рамсей (сын британской принцессы Патриции), королева-консорт Британской империи Елизавета, принцесса Каролина Матильда Датская, принцесса Маргрете Датская и принцесса Ингеборга Шведская.

### Брак
Бенедикта вышла замуж 3 февраля 1968 года во дворце Фреденсборг за немецкого князя Рихарда цу Сайн-Витгенштейн-Берлебурга (29.10.1934 — 13.03.2017). Он — сын Густава Альбрехта, 5-го медиатизованного князя Сайн-Витгенштейн-Берлебурга (1907—1944) и его жены Маргариты Фуше (1909—2005) из рода герцогов Отрантских. Король постановил, что её дети участвуют в наследовании датского престола, но это условие не было выполнено.
Принцесса Бенедикта очень активно участвует в руководстве различных организаций в Дании, а также за рубежом. Она является председателем Объединённого комитета девушек-гайдов Дании. Кроме того, она является руководителем общества имени Баден-Пауэлла, поддерживает международные организации девушек-скаутов, является почетным членом гильдии Санкт-Жорж в Дании.

### Дети
- принц Густав Фредерик Филипп Рихард (род. 12.01.1969) — действующий глава дома Сайн-Витгенштейн-Берлебург, женат на детской писательницей Карине Аксельссон, в браке имеют одного сына Густава Альбрехта и дочь Мафальду, рождённых суррогатной матерью;
- принцесса Александра Розмари Ингрид Бенедикта (род. 20.11.1970) — супруга (1998—2017, развод) графа Джефферсона фон Пфейль унд Клейн-Эльгут[англ.], имеют сына Рихарда и дочь Ингрид; с 2019 года замужем за графом Михаэлем Ахлефельдт-Лавриг-Билле[англ.];
- принцесса Натали Ксения Маргрете Бенедикта (род. 02.05.1975) — супруга Александра Йогансманна (с 2008), имеют сына Константина и дочь Луизу. 15 августа 2022 года королевский двор сообщил о разводе супругов.

Дети принцессы Бенедикты имеют титул «Их Высочества». За рубежом именуются Их Светлости.

## Титулы
- Её Высочество  Принцесса Бенедикта Датская (1944—1947);
- Её Королевское Высочество  Принцесса Бенедикта Датская (1947—1968);
- Её Королевское Высочество  Принцесса Бенедикта Датская, Принцесса Сайн-Витгенштейн-Берлербург (с 1968).